# Куркин, Игорь Васильевич
Игорь Васильевич Куркин (16 марта 1949, Москва, СССР) — советский футболист. Защитник, полузащитник. Мастер спорта СССР.

## Карьера
Воспитанник ДЮСШ Спартак Москва (2-е отделение).
За свою карьеру выступал в советских командах «Спартак» (Москва), «Текстильщик» (Иваново), «Кривбасс» (Кривой Рог), «Звезда» (Тирасполь), «Спартак» (Ивано-Франковск) и Алмаз (Москва).